# Kłanino (województwo zachodniopomorskie)
Kłanino (do 1945 niem. Klannin) – wieś w Polsce położona w województwie zachodniopomorskim, w powiecie koszalińskim, w gminie Bobolice przy drodze wojewódzkiej nr 165.
W latach 1975–1998 miejscowość położona była w województwie koszalińskim. We wsi znajduje się kościół o konstrukcji ryglowej, zbudowany w XVII i przebudowany w XX wieku.

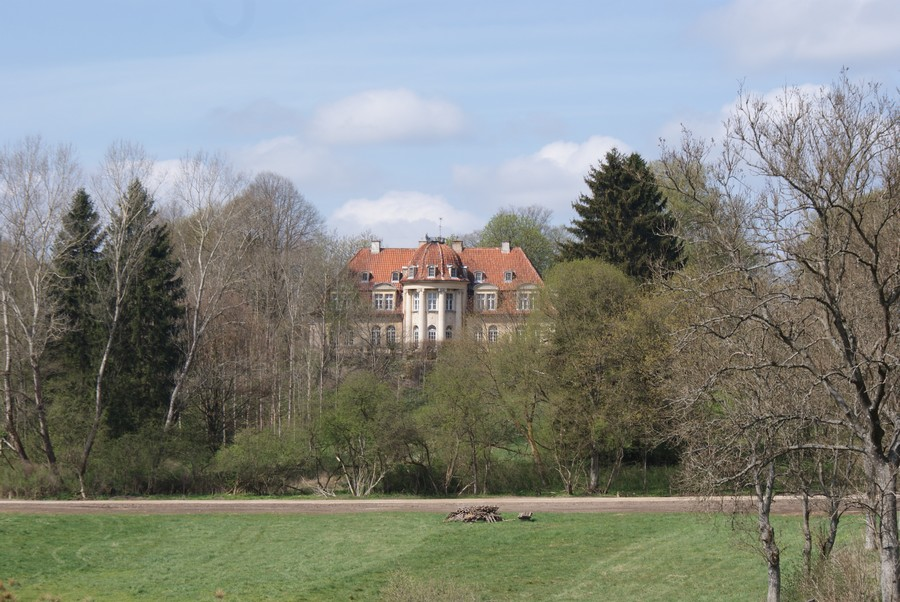
Pałac od strony parku

Zachowany w dobrym stanie dwór neobarokowy z pocz. XX w. Zbudowany na potrzeby ówczesnych właścicieli von Hellermann.
W miejscowości ma siedzibę jednostka Ochotniczej Straży Pożarnej włączona do krajowego systemu ratowniczo-gaśniczego.